# Anochetus neglectus
Anochetus neglectus é uma espécie de formiga do gênero Anochetus, pertencente à subfamília Ponerinae.